# 北海道道867号達布石狩沼田停車場線
北海道道867号達布石狩沼田停車場線（ほっかいどうどう867ごう たっぷいしかりぬまたていしゃじょうせん）は、北海道留萌郡小平町と雨竜郡沼田町を結ぶ一般道道である。

## 概要

### 路線データ
- 起点 : 北海道留萌郡小平町字達布（北海道道126号小平幌加内線交点）
- 終点 : 北海道雨竜郡沼田町北1条3丁目（北海道道324号石狩沼田停車場線交点・JR北海道 石狩沼田駅）
- 総延長：39.099 km
- 実延長：31.942 km
- 重用延長：7.157 km

### 道路管理者
- 留萌振興局 留萌建設管理部 事業課
- 空知総合振興局 札幌建設管理部 深川出張所

## 歴史
- 1975年（昭和50年）3月31日 - 路線認定[1]。

1954年（昭和29年）3月30日に昭和炭鉱と恵比島駅を結ぶ昭和恵比島停車場線（道道107号）が認定されたのをルーツとする。1965年（昭和40年）3月26日に道道107号は廃止され、石狩沼田駅まで路線を延長した昭和炭山石狩沼田停車場線（道道427号）となった。一方、小平町側は1969年（昭和34年）6月18日に達布昭和停車場線（道道644号）として認定された。両線を廃止し一本化したのが達布石狩沼田停車場線である。

## 路線状況

### 重複区間
- 北海道道549号峠下沼田線（沼田町幌新 - 沼田町北竜）
- 国道275号（沼田町北竜 - 沼田町本通6丁目）

#### 主な橋梁
- 下記念橋（31 m、下記念別沢川、小平町達布）
- 渾栄橋（56 m、下記念別沢川、小平町達布）
- 新越前橋（33 m、下記念別沢川、小平町達布）
- 飯田橋（49 m、下記念別沢川、小平町達布）
- 数寄屋橋（41 m、下記念別沢川、小平町達布）
- 清栄橋（41 m、下記念別沢川、小平町達布）
- 田中橋（31 m、下記念別沢川、小平町達布）
- 昭喜橋（34 m、幌新太刀別川、沼田町昭和）
- 宝沢橋（30 m、幌新太刀別川、沼田町浅野）
- 新東橋（28 m、幌新太刀別川、沼田町浅野）
- 春月橋（49 m、幌新太刀別川、沼田町浅野）
- 紅葉橋（69 m、ホロピリ湖、沼田町浅野）
- 涼風橋（233 m、ホロピリ湖、沼田町浅野）
- 峰映橋（40 m、谷、沼田町浅野）
- 十四号橋（45 m、幌新太刀別川、沼田町幌新）
- 幌新橋（50 m、幌新太刀別川、沼田町幌新）
- 明日萌橋（45 m、幌新太刀別川、沼田町恵比島）

#### 常設型ゲート
- 達布ゲート（小平町字達布304、留萌建設管理部 達布除雪ステーション付近）
- 幌新ゲート（沼田町幌新444-2）

## 地理

### 通過する自治体
- 留萌振興局
  - 留萌郡小平町
- 空知総合振興局
  - 雨竜郡沼田町

### 交差する道路
小平町
- 北海道道126号小平幌加内線 - 字達布（起点）
- 北海道道1006号達布小平町線 - 字達布

沼田町
- 北海道道1007号恵比島旭町線 - 幌新、北1条5丁目
- 北海道道549号峠下沼田線 - 幌新、北竜（重複）
  - 重複区間は省略
- 国道275号 - 北竜、本通6丁目（重複）
- 北海道道324号石狩沼田停車場線 - 北1条3丁目（終点）